# محمود عيد
حسام عيد محمود  أحد كبار الخطباء والوعاظ الذين عرفتهم الإسكندرية حيث ظل خطيباً لمسجد السلام باستانلي لفترة طويلة كما شارك بخطبه القوية شباب الجماعة الإسلامية بجامعة الإسكندرية حين أقاموا أول صلاة عيد لهم بالخلاء بالملاعب الملحقة بمبني اتحاد الطلاب عام 1976م 
وصفه العلامة يوسف القرضاوي في مذكراته بقوله: الواعظ البليغ والخطيب الشهير الشيخ محمود عيد، خطيب جامع السلام في الإسكندرية.
سافر إلي الكويت بعد الإفراج عنه من المعتقل في عام 1982 بعد قرابة العام قضاها في بداية عهد الرئيس حسني مبارك.  جدير بالذكر ن الدكتور عبد العزيز الرنتيسي تأثر بالشيخ محمود عيد كثيرا وساهم في تغيير شخصيه الرنتيسي وتوجيهها للعمل الإسلامي.
توفي بتاريخ الخميس 27 رمضان 1430 هـ الموافق 17 سبتمبر 2009 عن عمر يناهز السابعة والتسعين، ونعاه المرشد العام للإخوان المسلمين  وقد ووري جثمانه الثرى الجمعة 28 رمضان في مقبرة الصليبخات بناء على وصيته وتم إقامة بيت العزاء بمقر الهيئة الإسلامية العالمية بالكويت.